# Ruta del Califat
La Ruta del Califat és una ruta turística, pertanyent al conjunt de les Rutes d'al-Àndalus, que uneix les ciutats de Còrdova i Granada, travessant la província de Jaén (Andalusia, Espanya). La ruta inclou alguns enclavaments paisatgístics d'extraordinari valor, com el Parc Natural de les Serres Subbètiques Cordoveses, la Serra de Moclín, la Serra Elvira i el Parc Natural de la Serra d'Huétor.
La ruta ofereix la possibilitat de tastar la gastronomia local, on l'oli d'oliva ocupa un paper vital, podent degustar algunes de les varietats de més qualitat del món. Plats típics, molts d'ells d'origen àrab, bons vins (denominació d'origen Montilla - Moriles i vins de Jaén) i una àmplia rebosteria completen l'oferta gastronòmica d'aquest recorregut.
Les localitats per les quals transcorre aquesta ruta són: Aguilar de la Frontera, Alcalá la Real, Alcaudete, Alfacar, Baena, Cabra, Carcabuey, Castillo de Locubín, Castro del Río, Cogollos Vega, Colomera, Còrdova, Espejo, Fernán Núñez, Granada, Güevéjar, Lucena, Luque, Moclín, Montemayor, Montilla, Pinos Puente, Priego de Còrdova, Víznar i Zuheros.

## Rutes
Depenent d'on es parteixi es poden seguir diferents rutes. Totes les rutes travessen Còrdova i Granada, dues terres importants de l'època musulmana a Espanya. La Ruta del Califat s'inicia a Còrdova, i es poden seguir dues rutes principals: la ruta sud i la nord. Tant la ruta sud com la nord duren aproximadament 2-3 dies, depenent del ritme i la visita als diferents atractius. L'extensió de la ruta sud és de 180 quilòmetres. Els enclavaments que formen part d'aquesta ruta són: Fernán Núñez, Montemayor, Montilla, Aguilar de la Frontera, Lucena, Cabra, Carcabuey i Priego de Còrdova. L'extensió de la ruta nord és una mica superior, de 195 quilòmetres, i travessa els següents paratges: Espejp, Castro del Río, Baena, Zuheros, Luque, Alcaudete, Castillo de Locubín, Alcalá la Real i Pinos Puente.

## Altres rutes d'Al-Andalus
La resta de Rutes d'Al-Andalus, són:
- Ruta de Washington Irving
- Ruta dels Almoràvits i Almohades
- Ruta dels Nazarís